# کوبیلای آکا
کوبیلای آکا (ترکی استانبولی: kubilay aka) (زاده ۵ می ۱۹۹۵ در استانبول) بازیگر اهل ترکیه است.

## فیلم‌ها
| فیلم          | سال       | نقش    | یادداشت  |
| ------------- | --------- | ------ | -------- |
| وطنم تویی     | ۲۰۱۶      | علی    | نقش مکمل |
| گودال         | ۲۰۱۷–۲۰۲۱ | جلاسون | نقش اصلی |
| عشق ۱۰۱       | ۲۰۲۰-     | کرم    | نقش اصلی |
| سقف‌های شیشه‌ای | ۲۰۲۱      | جم     | نقش اصلی |